# Захарија Мисирски
Преподобни Захарија је син Кариона Мисирца, који је оставио жену и децу и замонашио се. Захарија је отац узео код себе, пошто га мајка није могла да исхрани. Хришћани верују да иако је био млађи од многих стараца у Скиту, удостојио се већих благодатних дарова него многи старци. Такође верују да је од благодати Божје осећао као да му гори цела унутрашњост његова. На питање светог Макарија, ко је прави монах Захарија је одговорио: "Онај ко себе непрестано принуђава на заповести Божје". Преминуо је веома млад.
Српска православна црква слави га 24. марта по црквеном, а 6. априла по грегоријанском календару.